# بوصاصو
بوصاصو یا بندر قاسم (زبان سومالیایی:Boosaaso) نام شهری در شمال سومالی است.
این شهر در ساحل جنوبی خلیج عدن واقع شده‌است و بندر اصلی کشور سومالی است.
این بندر در خلیج دهانه‌ای بلاد وادی واقع شده و پایتخت تجاری منطقه باری پانتلند است.
این شهر در گذشته به بندر قاسم معروف بوده و جمعیت آن در سرشماری اوت ۲۰۰۸، حدود ۹۵۰۰۰ نفر بوده‌است.